# Pavel Jablotsjkov

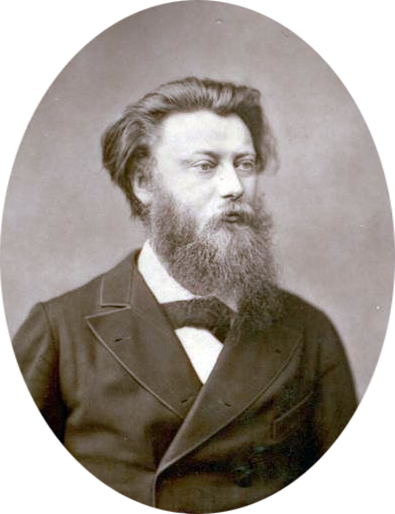
Pavel Jablotsjkov

Pavel Nikolajevitsj Jablotsjkov (Russisch: Павел Николаевич Яблочков) (Serdobsk bij Saratov, 14 september [O.S. 2 september] 1847 – Saratov, 31 maart [O.S. 19 maart] 1894) was een Russisch elektrotechnisch ingenieur en uitvinder die onder meer de uitvinding van de jablochkoff-kaars – een verbeterde booglamp – op zijn naam heeft staan.

## Biografie
Jablotsjkov studeerde technische wetenschappen en natuurkunde aan de militaire hogeschool van St.-Petersburg. Na zijn diensttijd in het leger verhuisde hij in 1873 naar Moskou, waar hij hoofd werd van het telegraafkantoor van de spoorlijn Moskou-Koersk.
Hij opende een werkplaats voor zijn experimenten in de elektrotechniek en legde zo de basis voor zijn toekomstige uitvindingen op het gebied van elektrisch licht, elektrisch aangedreven machines, galvanische cellen en accumulatoren.
1875 was het jaar van Jablotsjkovs grootste uitvinding – de elektrische kaars – het eerste model van een booglamp zonder regelaar. Datzelfde jaar nam hij ontslag en plande hij een reis naar Amerika om de wereldtentoonstelling van Philadelphia te zien. Verder dan Parijs kwam hij echter niet, want in de Franse hoofdstad ontmoette hij Louis Breguet, die instrumenten voor de telegrafie maakte. Jablotsjkov mocht gebruikmaken van zijn werkplaats en in 1876 maakte hij een industriële versie van zijn elektrische lamp.
Hij ontwikkelde en introduceerde ook het systeem van elektrisch licht op een eenfasige wisselstroom ("Russisch licht"), dat werd gedemonstreerd op de wereldtentoonstelling van 1878 in Parijs, en was hiermee zeer succesvol. Franse, Engelse en Amerikaanse zakenlieden begonnen in hun thuisland bedrijven op te richten voor de commerciële exploitatie ervan.
Ook stelde hij het idee van een verlichtingssysteem voor gebaseerd op een paar inductiespoelen waarbij de primaire windingen waren aangesloten op een wisselstroombron, terwijl de secundaire windingen aangesloten werden op meerdere elektrische kaarsen.
Midden 1880 hield Jablotsjkov zich vooral bezig met de problemen omtrent de opwekking van elektriciteit. Hij bouwde de zogenoemde elektrische magneetdynamo-machine, die nog het meest leek op een moderne inductiemachine. Jablotsjkov deed intensief onderzoek naar de omzetting van brandstof in elektriciteit, suggereerde een galvanische cel met een alkaline elektrolyt en creëerde zo de regeneratiecel (ook wel accumulator genoemd).
Jablotsjkov nam deel aan elektrotechnische tentoonstellingen in Rusland (1880 en 1882), Parijs (1881 en 1889) en het eerste Internationale Congres van Elektriciens (Congrès international des Électriciens) in 1881. Hij overleed op 46-jarige leeftijd in Saratow. In 1947 introduceerde de USSR de Jablotsjkov-prijs voor de beste werken op het gebied van de elektrotechniek. De Jablotsjkovkrater op de maan is naar hem vernoemd.
- Biblioteca Nacional de España: XX4709489
- International Standard Name Identifier: 0000 0000 5627 8694
- Library of Congress Control Number: n93073438
- Nationale Bibliotheek van Letland: 000172487
- Nationale Bibliotheek van Tsjechië: mzk2006337198
- Système universitaire de documentation: 081688822
- Virtual International Authority File: 84665100
- WorldCat: E39PBJcKMqPKPcqJyjgMWcdYT3